# Лейбористская партия (Ирландия)
Лейбористская партия (англ. Labour Party, ирл. Páirtí an Lucht Oibre) — левоцентристская политическая партия в Республике Ирландия, придерживающаяся социал-демократического направления. Была основана Джеймсом Коннолли и Джимом Ларкином в 1912 как политическое крыло ирландского профсоюзного движения на марксистских и синдикалистских принципах, затем существенно сдвинулась к центру. Неоднократно участвовала в правительственных коалициях, преимущественно вместе с Фине Гэл.

## Лидеры
| Лидер              | Период                 |
| ------------------ | ---------------------- |
| Томас Джонсон      | 1922—1927              |
| Томас Дж. О’Коннел | 1927—1932              |
| Уильям Нортон      | 1932—1960              |
| Брендан Кориш      | 1960—1977              |
| Фрэнк Класки       | 1977—1981              |
| Майкл О’Лири       | 1981—1982              |
| Ричард Спринг      | 1982—1997              |
| Рори Куинн         | 1997—2002              |
| Патрик Рэббитт     | 2002—2007              |
| Имон Гилмор        | 2007—2014              |
| Джоан Бертон       | 2014 — настоящее время |